# Zimowe Igrzyska Olimpijskie 2002
XIX Zimowe Igrzyska Olimpijskie odbyły się w amerykańskiej miejscowości Salt Lake City od 8 do 24 lutego 2002. Startowało 2527 zawodników z 78 krajów. Na zimowych igrzyskach zadebiutowali przedstawiciele 5 państw: Kamerunu, Hongkongu, Nepalu, Tadżykistanu i Tajlandii. Igrzyska otworzył prezydent USA George W. Bush.

## Wybór gospodarza
Do organizacji zimowych igrzysk olimpijskich w 2002 roku kandydowało cztery miasta: Québec, Sion, Östersund oraz Salt Lake City. W czerwcu 1995 roku w Budapeszcie, Międzynarodowy Komitet Olimpijski wybrał z tego grona miasto organizatora igrzysk.
| Miasto         | Państwo           | Runda 1 |
| Salt Lake City | Stany Zjednoczone | 54      |
| Östersund      | Szwecja           | 14      |
| Sion           | Szwajcaria        | 14      |
| Québec         | Kanada            | 7       |

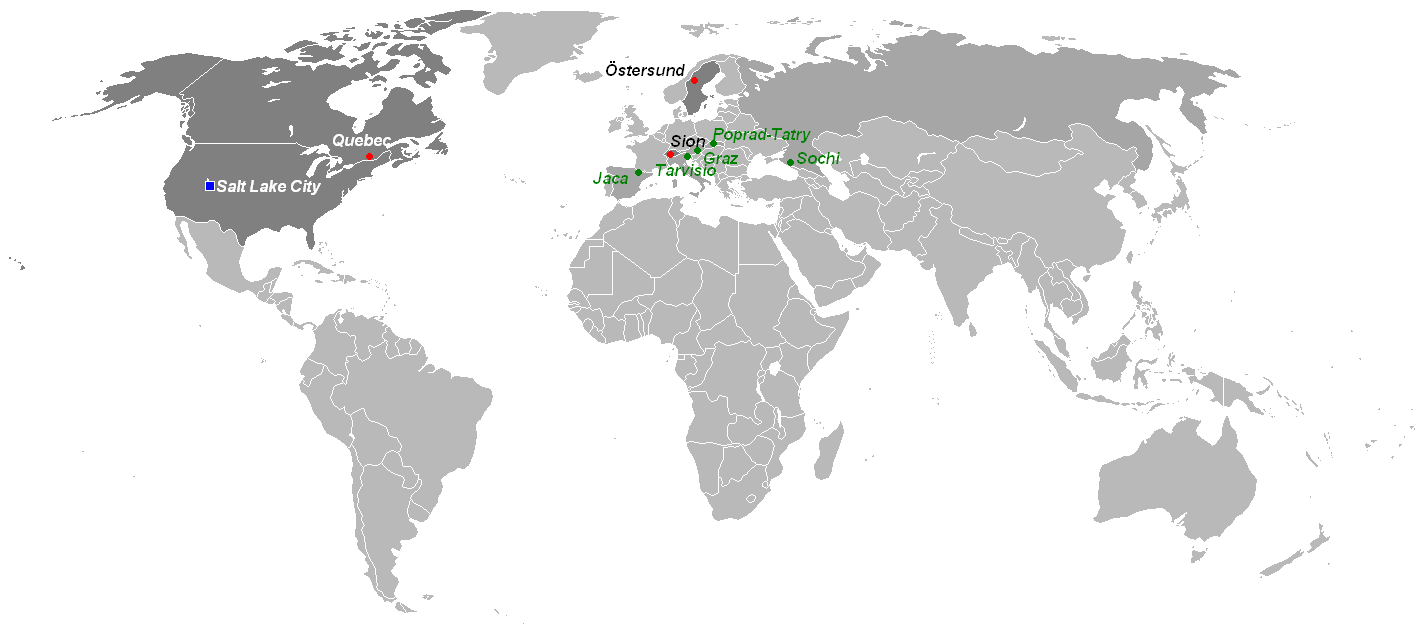
Miasta starające się o organizację XIX Zimowych Igrzyskach Olimpijskich

Ostatecznie gospodarza wyłoniono 16 czerwca 1995 roku, podczas 104. sesji Międzynarodowego Komitetu Olimpijskiego w Budapeszcie. Już w pierwszej turze głosowania, z liczbą 54 głosów, zwyciężyło amerykańskie Salt Lake City.

## Dyscypliny olimpijskie
- biathlon (debiut biegu pościgowego)
- bobsleje (debiut kobiecych dwójek)
- curling
- hokej na lodzie
- łyżwiarstwo
  - łyżwiarstwo szybkie
    - łyżwiarstwo szybkie
    - short track (debiut 1500 m)

  - łyżwiarstwo figurowe
  - łyżwiarstwo synchroniczne (sport pokazowy)
- narciarstwo
  - narciarstwo klasyczne
    - biegi narciarskie (debiut sprintu, zmiana techniki na klasyczną w biegu na 30 km kobiet, zmiana na styl dowolny w biegu na 15 km kobiet, 15 km klas. zastępuje 10 km dow. u mężczyzn, 10 km klas. zastępuje 5 km klas. u kobiet)
    - skoki narciarskie
    - kombinacja norweska (debiut sprintu)

  - narciarstwo alpejskie
  - narciarstwo dowolne
  - snowboarding (slalom równoległy zastępuje slalom gigant)
- saneczkarstwo
  - saneczkarstwo
  - skeleton (sport powracający do programu IO po 54 latach)
- snowshoeing (sport pokazowy)

## Państwa uczestniczące

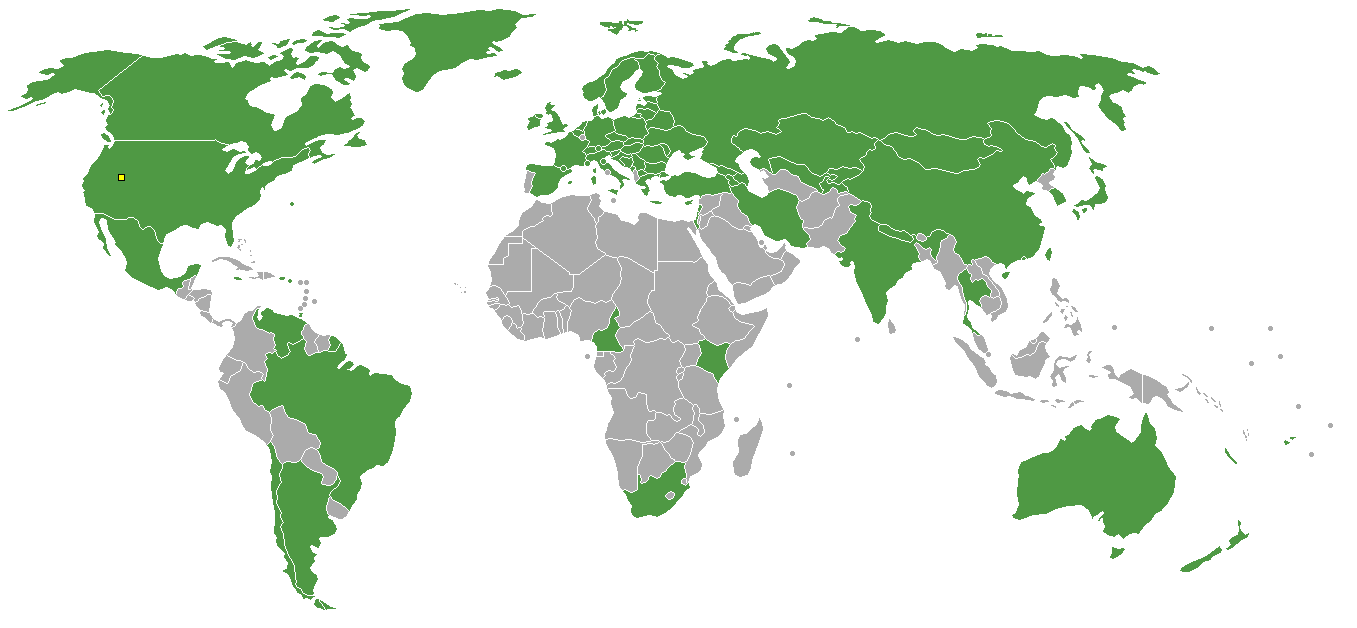
Państwa uczestniczące

| - Andora - Argentyna - Armenia - Australia - Austria - Azerbejdżan - Belgia - Bermudy - Białoruś - Bośnia i Hercegowina - Brazylia - Bułgaria - Chile - Chiny - Chińskie Tajpej - Chorwacja - Cypr - Czechy - Dania - Estonia | - Fidżi - Finlandia - Francja - Grecja - Gruzja - Hiszpania - Holandia - Hongkong - Indie - Iran - Irlandia - Islandia - Izrael - Jamajka - Japonia - Jugosławia - Kamerun - Kanada - Kazachstan - Kenia | - Kirgistan - Korea Południowa - Kostaryka - Liban - Liechtenstein - Litwa - Łotwa - Macedonia Północna - Meksyk - Mołdawia - Monako - Mongolia - Nepal - Niemcy - Norwegia - Nowa Zelandia - Polska - Portoryko - Południowa Afryka - Rumunia | - Rosja - San Marino - Słowacja - Słowenia - Stany Zjednoczone - Szwajcaria - Szwecja - Tadżykistan - Tajlandia - Trynidad i Tobago - Turcja - Ukraina - Uzbekistan - Wenezuela - Węgry - Wielka Brytania - Włochy - Wyspy Dziewicze Stanów Zjednoczonych |

## Wyniki
| - biathlon - biegi narciarskie - bobsleje - curling - hokej na lodzie - kombinacja norweska - łyżwiarstwo figurowe - łyżwiarstwo szybkie |  | - narciarstwo alpejskie - narciarstwo dowolne - skoki narciarskie - saneczkarstwo - short track - snowboarding - skeleton |

### Dyscypliny pokazowe
- łyżwiarstwo synchroniczne
- snowshoeing
- pokazy psich zaprzęgów

## Hasło
Rozpal w sobie ogień (ang. Light The Fire Within).

## Skandale
Podczas Igrzysk Olimpijskich w Salt Lake City ujawniono dwa poważne skandale, pierwszy z nich dotyczył Hiszpana urodzonego w Niemczech Johanna Mühlegga, któremu udowodniono stosowanie dopingu farmakologicznego, ale odebrano mu tylko jeden złoty medal. Drugi skandal dotyczył sędziego, który oszukiwał w konkurencjach łyżwiarstwa figurowego.

## Konkurencje

### Biathlon
Głównym sportowcem tych igrzysk był norweski mistrz biathlonu Ole Einar Bjørndalen, który zdobył cztery złote medale

### Kombinacja norweska
Kombinację zdominował Fin Samppa Lajunen, który zdobył 3 złote medale.

### Narciarstwo alpejskie
Chorwatka Janica Kostelić wygrała wszystkie konkurencje w kombinacji, slalomie i w gigancie i była druga w super gigancie. Norweski narciarz Kjetil André Aamodt zdobył 2 złote, 2 srebrne i 2 brązowe medale w kombinacji i super gigancie.

### Hokej
W konkurencjach hokejowych nowością było wprowadzenie hokeju kobiet. Wszystkie rywalizacje wygrała drużyna Kanady, zdobywając dwa złote medale.

### Skoki narciarskie
Oba konkursy indywidualne wygrał Szwajcar Simon Ammann. Adam Małysz zdobył jeden srebrny i jeden brązowy medal.

## Polacy na ZIO
Największym sukcesem Polaków były dwa medale Adama Małysza. Czwarte miejsce zdobyła jeszcze Jagna Marczułajtis w slalomie równoległym snowboardzistek. Był to najlepszy występ Polaków na zimowych igrzyskach między latami 1972, a 2010.

### medal srebrny
- Adam Małysz – skoki narciarskie – skocznia K-120

### medal brązowy
- Adam Małysz – skoki narciarskie – skocznia K-90

## Klasyfikacja medalowa

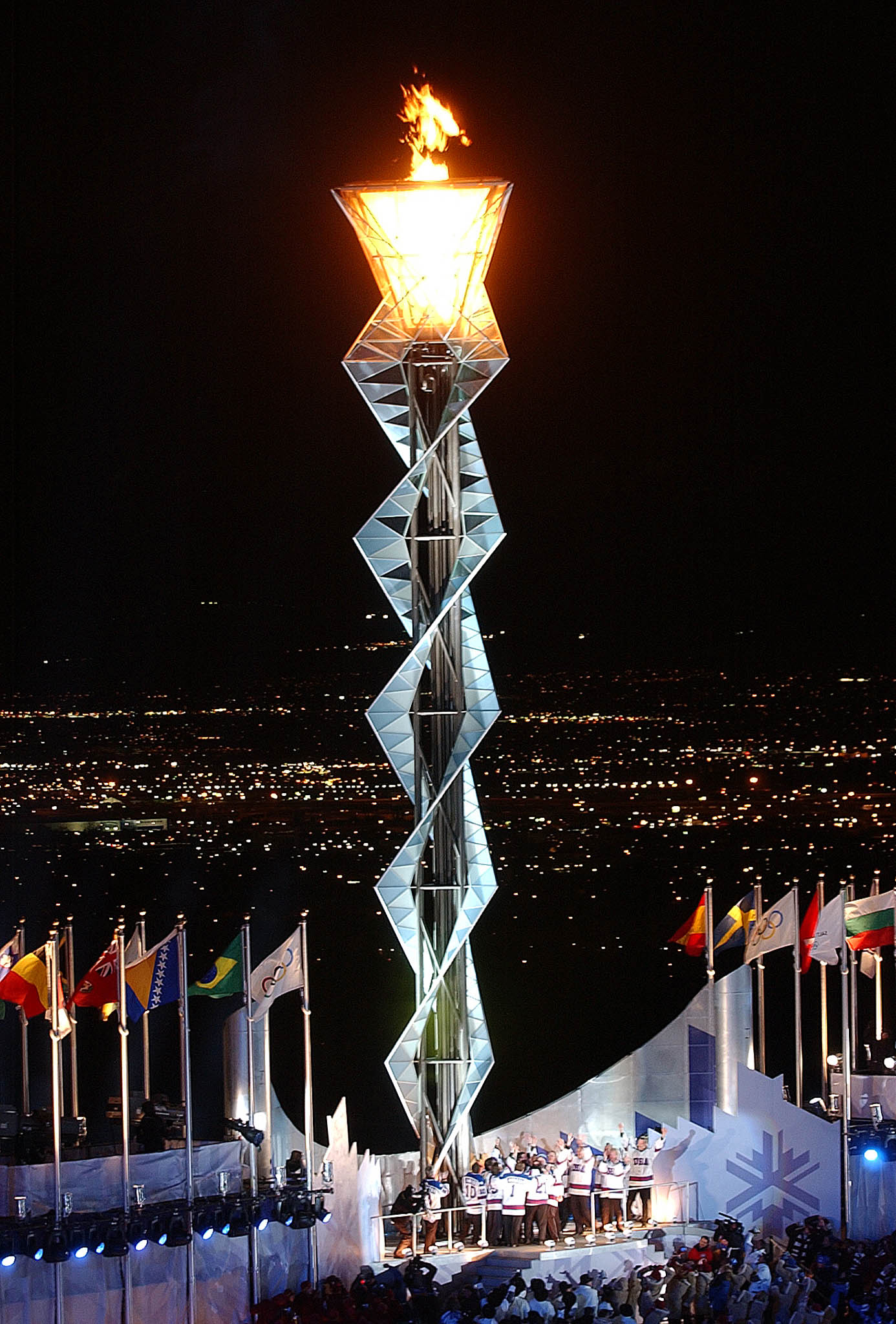
Zapalenie znicza olimpijskiego podczas otwarcia ZIO w Salt Lake City

| Klasyfikacja medalowa |                   |       |        |      |       |
| Lp.                   | Państwo           | złoto | srebro | brąz | razem |
| 1                     | Norwegia          | 13    | 5      | 7    | 25    |
| 2                     | Niemcy            | 12    | 16     | 8    | 36    |
| 3                     | Stany Zjednoczone | 10    | 13     | 11   | 34    |
| 4                     | Kanada            | 7     | 3      | 7    | 17    |
| 5                     | Rosja             | 5     | 4      | 4    | 13    |
| 6                     | Francja           | 4     | 5      | 2    | 11    |
| 7                     | Włochy            | 4     | 4      | 5    | 13    |
| 8                     | Finlandia         | 4     | 2      | 1    | 7     |
| 9                     | Holandia          | 3     | 5      | 0    | 8     |
| 10                    | Austria           | 3     | 4      | 10   | 17    |